# Salsola maimanica
Salsola maimanica är en amarantväxtart som beskrevs av Helmut E. Freitag. Salsola maimanica ingår i släktet sodaörter, och familjen amarantväxter. Inga underarter finns listade i Catalogue of Life.